# Радиотелецентр РТРС в Республике Ингушетия
Радиотелецентр РТРС в Республике Ингушетия (филиал РТРС «РТПЦ Республики Ингушетия») — подразделение Российской телевизионной и радиовещательной сети (РТРС), основной оператор цифрового эфирного и аналогового эфирного теле- и радиовещания в республике.

## История

### 1980-е годы
В 1981 году введён в эксплуатацию ретранслятор в Малгобеке с башней высотой 30 м.
В 1982 году введён в строй ретранслятор в станице Нестеровская с мачтой высотой 25 м.
В 1986 году начал работу ретранслятор в селе Яндаре с телебашней высотой 15 м.
В 1989 году введён в эксплуатацию ретранслятор в селе Нижние Ачалуки с телебашней высотой 43 м.

### 1990-е годы
В 1994 году «Республиканский радиотелевизионный передающий центр Чечено-Ингушской Республики» реорганизован в «Радиотелевизионный передающий центр Чеченской Республики» и «Радиотелевизионный передающий центр Ингушской Республики» (на основании распоряжения Департамента связи от 13 января 1994 года № 9).
В 1994 году введены в эксплуатацию ретрансляторы в селе Мужичи с телебашней высотой 25 м и в селе Джейрах с телебашней высотой 35 м.
В том же году в республике началось вещание программ «Радио Россия».
В 1996 году радиотелецентр организовал трансляцию телеканала НТВ.
В 1998 году был введён в эксплуатацию приёмно-передающий технический комплекс, расположенный в Назрани и предназначенный для трансляции на Назрановский район. В состав комплекса вошли техническое здание, дизельная электростанция, комплектная трансформаторная подстанция (КТП — 160), антенно-мачтовое сооружение высотой 110 м. Связисты ввели в эксплуатацию телевизионные станции: передатчик «Шум» (5 кВт) для трансляции телеканала РТР на 41 ТВК; передатчик «АТРС-5» (5 кВт) для трансляции НТВ на 6 ТВК; передатчик СТВ для трансляции ОРТ на 23 ТВК; радиопередатчик УКВ ЧМ «Дождик» (100 Вт). В том же году начал работу ретранслятор в селе Гули с телебашней высотой 10 м.
В 1999 году на основании Указа Президента РФ от 8 мая 1998 года № 511 и в соответствии с постановлением Правительства РФ от 27 июля 1998 года № 844 «О формировании единого производственно-технологического комплекса государственных электронных средств массовой информации» и уставом ФГУП «Всероссийская телевизионная и радиовещательная компания» издан приказ от 23 апреля 1999 года о создании филиала ВГТРК «Радиотелевизионный передающий центр Республики Ингушетия».

### 2000-е годы
В 2001 году на основании Указа Президента РФ от 13 августа 2001 года № 1031 о создании РТРС, распоряжения Правительства РФ от 17 ноября 2001 года № 1516-р и Устава РТРС Приказом № 30/34 от 31 декабря 2001 года и на основании Положения о филиале создан филиал РТРС «Радиотелевизионный передающий центр Республики Ингушетия».
В 2002 году введён в эксплуатацию приёмно-передающий технический комплекс, расположенный на горе Карабулак (Сунженский хребет) на высоте 720 м над уровнем моря и предназначенный для вещания на Малгобекский и Сунженский районы Республики Ингушетия. В состав комплекса входит техническое здание, дизельная электростанция, комплектная трансформаторная подстанция (КТП — 160), антенно-мачтовое сооружение высотой 110 м. Установлены и введены в эксплуатацию три телевизионных передатчика мощностью 2,2 кВт каждый: для трансляции РТР с включением региональных программ (12 ТВК), ОРТ (31 ТВК) и НТВ (23 ТВК), а также радиопередатчик 2,2 кВт для трансляции «Радио Россия».
В 2002 году филиал РТРС «РТПЦ Республики Ингушетия» ввёл в эксплуатацию беспроводную сеть MMDS для трансляции аналоговых телевизионных программ.
В 2005 году в Назрани открылся завод антенно-мачтовых сооружений и средств связи.
В 2006 году в Республике Ингушетия началось вещание телеканала «Пятый канал».
В том же году в республике введена в строй первая линия по производству цифровых тюнеров.

### 2010-е годы
Трансляция цифрового эфирного телевидения в республике началась в июне 2014 года. В 2017 году было завершено строительство цифровой телесети.
В марте 2018 года начались трансляции программ ГТРК «Ингушетия» на телеканалах «Россия 1» и «Россия 24» и радиостанции «Радио России» в составе первого мультиплекса. Глава республики Юнус-Бек Евкуров назвал это событие историческим.
В конце 2018 года полномасштабно заработал второй мультиплекс. Это дало возможность зрителям смотреть уже 20 телеканалов цифрового эфирного телевидения.
3 июня 2019 года в Республике Ингушетия было отключено аналоговое вещание федеральных телеканалов. По решению Правительственной комиссии по развитию телерадиовещания от 29 ноября 2018 года республика вошла в третью волну отключения.
При этом региональные телеканалы и телеканалы, не входящие в состав мультиплексов, продолжили аналоговое вещание.

## Организация вещания
РТРС транслирует в Республике Ингушетия 20 телеканалов и 3 радиоканала в цифровом формате.
Инфраструктура эфирного телерадиовещания филиала РТРС в Республике Ингушетия включает:
- республиканский радиотелецентр;
- 18 производственных подразделений;
- центр формирования мультиплексов;
- 17 передающих станций;
- 18 АМС;
- 44 приемных земных спутниковых станций;
- 5 радиорелейных станций;
- 97,7 км радиорелейных линий связи.